# Car Engineer of the Century
Car Engineer of the Century (česky automobilový konstruktér století) bylo mezinárodní ocenění udělené nejvlivnějšímu konstruktérovi automobilů dvacátého století. Na proces volby dohlížela Global Automotive Elections Foundation.
Vítěz, Ferdinand Porsche, byl vyhlášen na galavečeru 18. prosince 1999 v Las Vegas.

## Proces volby
Výběr začal s kandidáty uvedenými v seznamu:
| Jméno                | Význam                                                          |
| -------------------- | --------------------------------------------------------------- |
| Béla Barényi         | pasivní bezpečnost u Daimler AG                                 |
| Walter Owen Bentley  | inovativní řešení, zakladatel Bentley                           |
| Karl Benz            | první automobil na světě 1886                                   |
| Marc Birkigt         | Hispano-Suiza H6                                                |
| Ettore Bugatti       | automobily Bugatti                                              |
| Colin Chapman        | radikální a inovativní řešení Lotus                             |
| Gottlieb Daimler     | průkopník motorů s vnitřním spalováním                          |
| Rudolf Diesel        | vynálezce vznětového motoru                                     |
| W. Edwards Deming    | revoluční změny výroby pomocí statistického řízení jakosti      |
| Henry Ford           | průkopník, podnikatel a vizionář                                |
| Dante Giacosa        | konstruktér firmy FIAT                                          |
| Walter Hassan        | inovátor u Coventry Climax a Jaguar                             |
| Nicolas Hayek        | otec MCC Smart                                                  |
| Alec Issigonis       | konstruktér inovativního vozu Austin Rover Mini                 |
| Vittorio Jano        | inovátor                                                        |
| Spencer King         | autor konceptu All Wheel Drive SUV Range Rover                  |
| Frederick Lanchester | průkopník, zakladatel Lanchester Motor Company                  |
| Hans Ledwinka        | konstruktér vozů Volkswagen Brouk a Tatra, autor koncepce Tatra |
| André Lefèbvre       | konstruktér Citroën                                             |
| Harry Mundy          | konstruktér motorů firem Coventry Climax, Lotus a Jaguar        |
| Nicolaus Otto        | vynálezce prvního čtyřtaktního motoru                           |
| Ferdinand Porsche    | inovátor, „stvořitel“ Volkswagenu                               |
| Henry Royce          | průkopník, zakladatel Rolls-Royce                               |
| Rudolf Uhlenhaut     | Mercedes-Benz                                                   |
| Gabriel Voisin       | průkopník vývoje motorů a automobilů                            |
| Felix Wankel         | vynálezce motoru s rotačním pístem                              |

Dalším krokem bylo redukování seznamu na pouhých pět kandidátů. To provedla porota složená z 132 profesionálních automobilových novinářů z 33 zemí světa. Prezidentem jury byl Baron Montagu of Beaulieu. Výsledek byl oznámen v listopadu 1999. Z výsledných pěti kandidátů byl porotou na základě hlasování vybrán celkový vítěz.